# NGC 4795
NGC 4795 (другие обозначения — UGC 8037, MCG 1-33-24, ZWG 43.64, KCPG 359A, NPM1G +08.0305, PGC 43998) — пекулярная спиральная галактика с перемычкой (морфологический тип (R′)SB(r)a pec) в созвездии Девы. Открыта Уильямом Гершелем в 1784 году.
Этот объект входит в число перечисленных в оригинальной редакции «Нового общего каталога».
NGC 4795 — главный компонент слегка пекулярной двойной системы галактик; вторым компонентом является маленькая спутниковая галактика NGC 4796, взаимодействующая с большей галактикой. На фотографиях у NGC 4795 видно яркое ядро и слабо различимая перемычка, вытянутая с северо-северо-востока на юго-юго-запад. Из перемычки исходят два основных спиральных рукава, они имеют гладкую текстуру и не показывают признаков пыли или областей звездообразования, несмотря на очевидное возмущение от галактики-компаньона. Более слабый спутник, вероятно, является эллиптической или линзовидной галактикой, находится сразу к востоку от ядра NGC 4795 и связан с концом её восточного спирального рукава. Угловое расстояние между центрами обеих галактик составляет 0,45′; на предполагаемом удалении это соответствует проецируемому расстоянию всего 17,7 тыс. световых лет. Первое издание атласа звёздного неба «Uranometria 2000.0» идентифицирует спутник как NGC 4796, но называет его звездой. На расстоянии 4,75′ к западу расположена галактика NGC 4791 (она близка по красному смещению и, вероятно, входит в ту же группу галактик). При визуальном наблюдении в любительский телескоп NGC 4796 не видна; NGC 4795 видна как умеренно яркая, почти круглая галактика с ярким ядром. Её края очерчены не очень хорошо, а оболочка довольно яркая. При среднем увеличении в поле зрения телескопа попадает и находящаяся к западу NGC 4791. Гершель описывает галактику NGC 4795, открытую им 23 января 1784 года, следующим образом: «Довольно яркая, довольно большая, ярче к предшествующей [то есть восточной] стороне». Радиальная скорость: 2727 км/с. Расстояние: 122 млн световых лет. Диаметр: 78 тыс. световых лет.
Пара галактик NGC 4795 и NGC 4796 внесена в «Каталог изолированных пар галактик северного полушария» (Караченцев, 1972) с обозначением KPG 359, сами галактики обозначены как KPG 359a и KPG 359b